# 树枝状聚合物

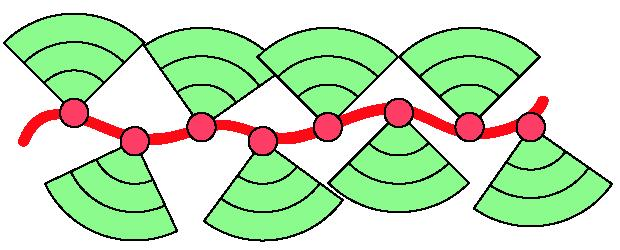
卡通结构图表示的树枝状聚合物

树枝状聚合物，又称树枝化聚合物，是每个重复单元上带有树枝化基元（dendron）的线状聚合物。

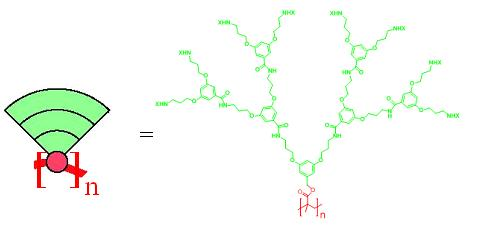
图一：一个第三代树枝状聚合物的具体例子。树枝状聚合物表面的胺基可以被修饰成不同的官能团或者被保护基团保护。下角标n表示的重复单元的数目。

## 结构与应用
一个树枝状聚合物大分子往往包含数千树枝化基元。在这方面，他们与球状的树枝状化合物（dendrimer）不同。对于树枝状化合物，少数几个树枝化基元会连接到一个各向同性的点。根据不同的代数，树枝状聚合物拥有不同的粗细度（即直径），这一点可以通过原子力显微镜清楚的观察到，如图二所示。中性的树枝状聚合物通常溶解于有机溶剂，带电的树枝状聚合物可溶于水。已经合成的树枝状聚合物包括多种多样的主链，例如：聚甲基丙烯酸甲酯、聚苯乙烯、聚乙炔、聚苯、聚噻吩、聚芴、聚对苯乙炔、聚对苯乙炔、聚硅氧烷、聚氧杂降冰片烯（polyoxanorbornene）、聚乙烯亚胺。摩尔质量高达2亿克/摩尔的树枝状聚合物已经被成功合成。 树枝聚合物的应用包括：结构控制、外刺激应答（responsivity to external stimuli）、单分子化学、纳米粒子合成的模板、催化、光电器件、生物相关的应用。

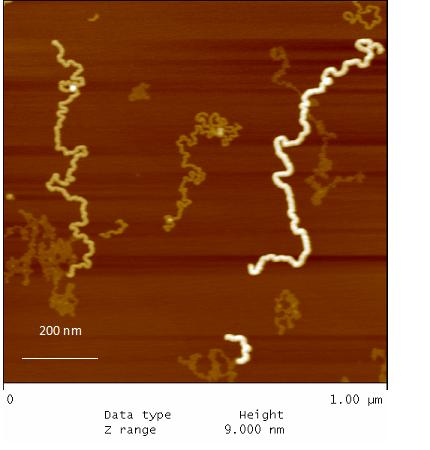
图二：原子力显微镜扫描的高度图。图像显示的是一代到四代的树枝状聚合物的混合物（PG1 - PG4），图像很清楚的表现了不同代数的树枝状聚合物的差异，例如：高度、直径、刚性。

## 合成
树枝状聚合物的合成主要存在两种路线：大单体路线和attach-to路线。在大单体路线中，首先合成包含树枝化基元的大单体，然后进行聚合。在attach-to路线中，首先合成聚合物主链，然后一代接一代的添加树枝化基元，直到特定的代数。图三用简单的卡通图说明了两者的区别。大单体路线通常较难得到较长的聚合物主链，尤其当树枝化基元代数比较高的时候。Attach-to路线通常不可避免的在合成的树枝状聚合物中引入结构缺陷。

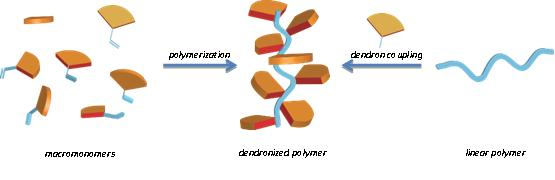
图三：两种主要合成路线：大单体路线（左）和attach-to路线（右）。

## 历史
“树枝状聚合物”这一名称国际公认的是由A·D·施吕特（A. D. Schlüter）在1998年首先提出。  最早的关于树枝状聚合物的合成报告可以追溯到唐纳德·托马里亚（Donald A. Tomalia）于1987年获得的专利，当时被称为“棒型树枝状化合物”。 随后于1992年，Percec在公开文献中报道了聚合物具有“锥形的侧链”（tapered side chains）。在1994年，树枝状聚合物作为圆柱形纳米级对象（nanoobjects）的潜力得到了广泛承认和关注。当今世界各地许多课题组为树枝状聚合物领域的发展做出了杰出的贡献。他们的工作可以参见近年的综述论文。